# Pedal de bicicleta

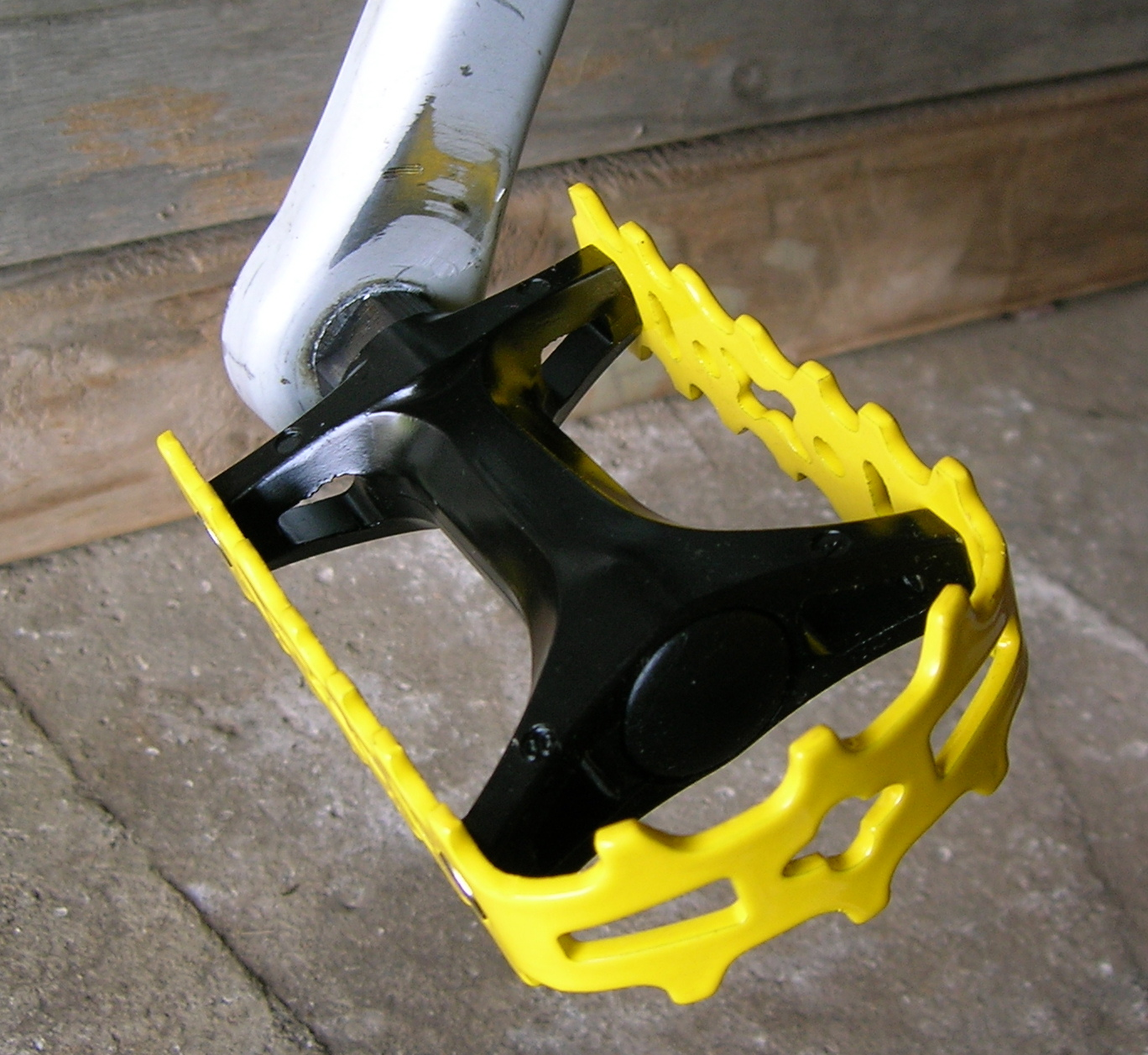
Pedal tipo rat-trap con enganches.

Un pedal de bicicleta es un componente de apoyo sobre el que se aplica el esfuerzo, el cual se transmite a las ruedas por medio de la cadena. Los pedales giran sobre un eje anclado a la biela. Los pedales están compuestos básicamente por dos partes: parte de apoyo, en la cual se apoyan los pies, y el eje, que encaja en la biela.
Antiguamente, los pedales estaban fabricados en madera y hierro, pero poco a poco han ido evolucionando hasta llegar a ser de plástico, hierro, aluminio y fibra de carbono.

## Evolución

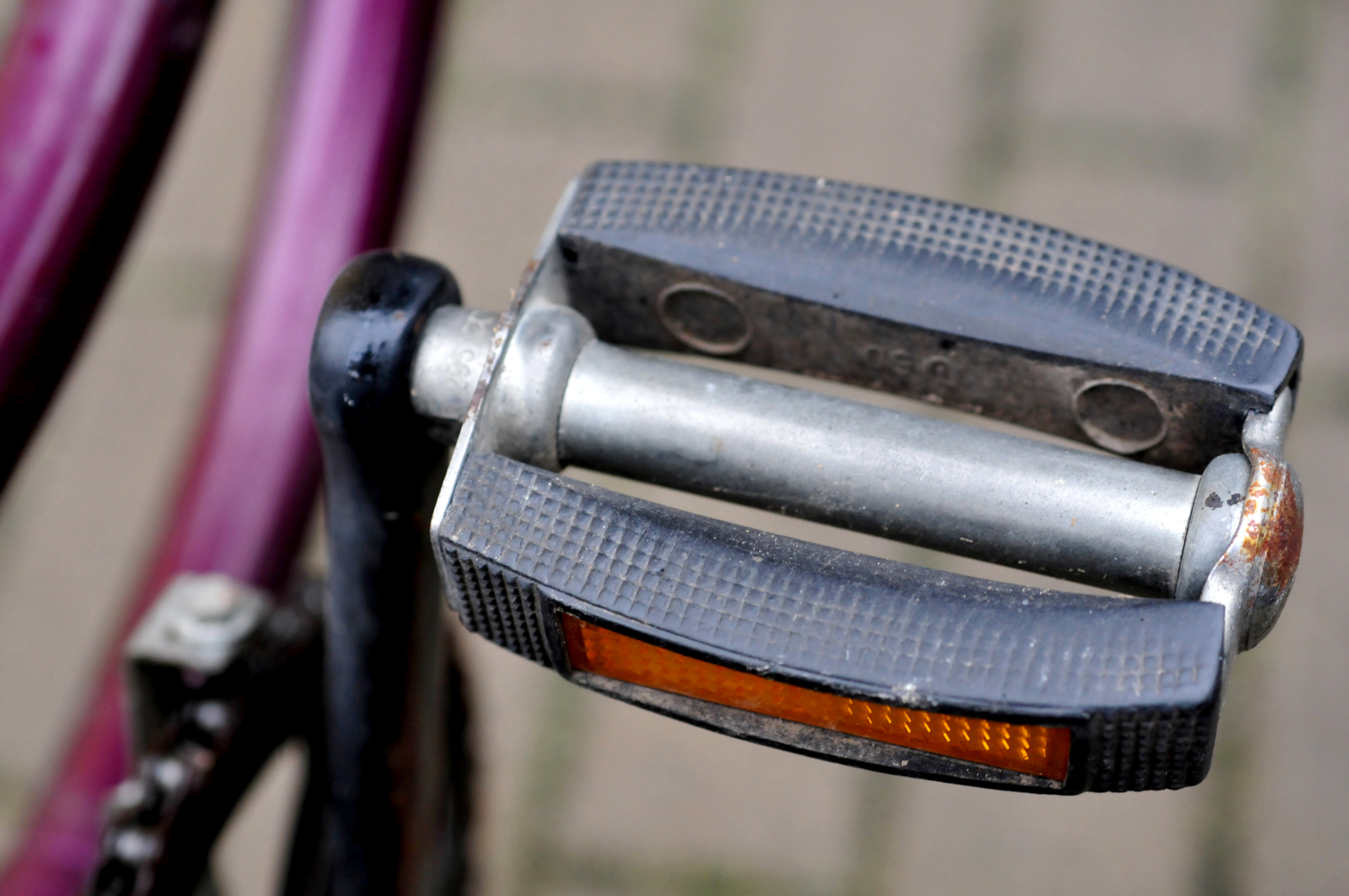
Pedal con plantilla de goma

Los pedales más básicos son una plataforma de plástico o metal y pueden rotar para adaptarse a la posición del pie. 
Un evolución fueron los rastrales o los calapies. El pie se puede enganchar para aplicar esfuerzo durante la subida del pedal.
Puede ser una pieza rígida de plástico o una sujeción de tiras de cuero u otro material.
Actualmente, suelen ser relegados en favor de los pedales automáticos, que se enganchan a zapatillas especiales para ciclismo.
Este enganche no se suelta al levantar el pie y está diseñado para soltarse con un movimiento lateral. Existen varios estándares.
Además de disponer de un enganche al pedal, las zapatillas son rígidas, para permitir la transmisión del esfuerzo. En las bicicletas de montaña se adopta una solución de compromiso para poder andar con ellas con más o menos comodidad. A más rigidez, mayor eficiencia de pedaleo pero menor comodidad.